# 里瓦达维亚大道

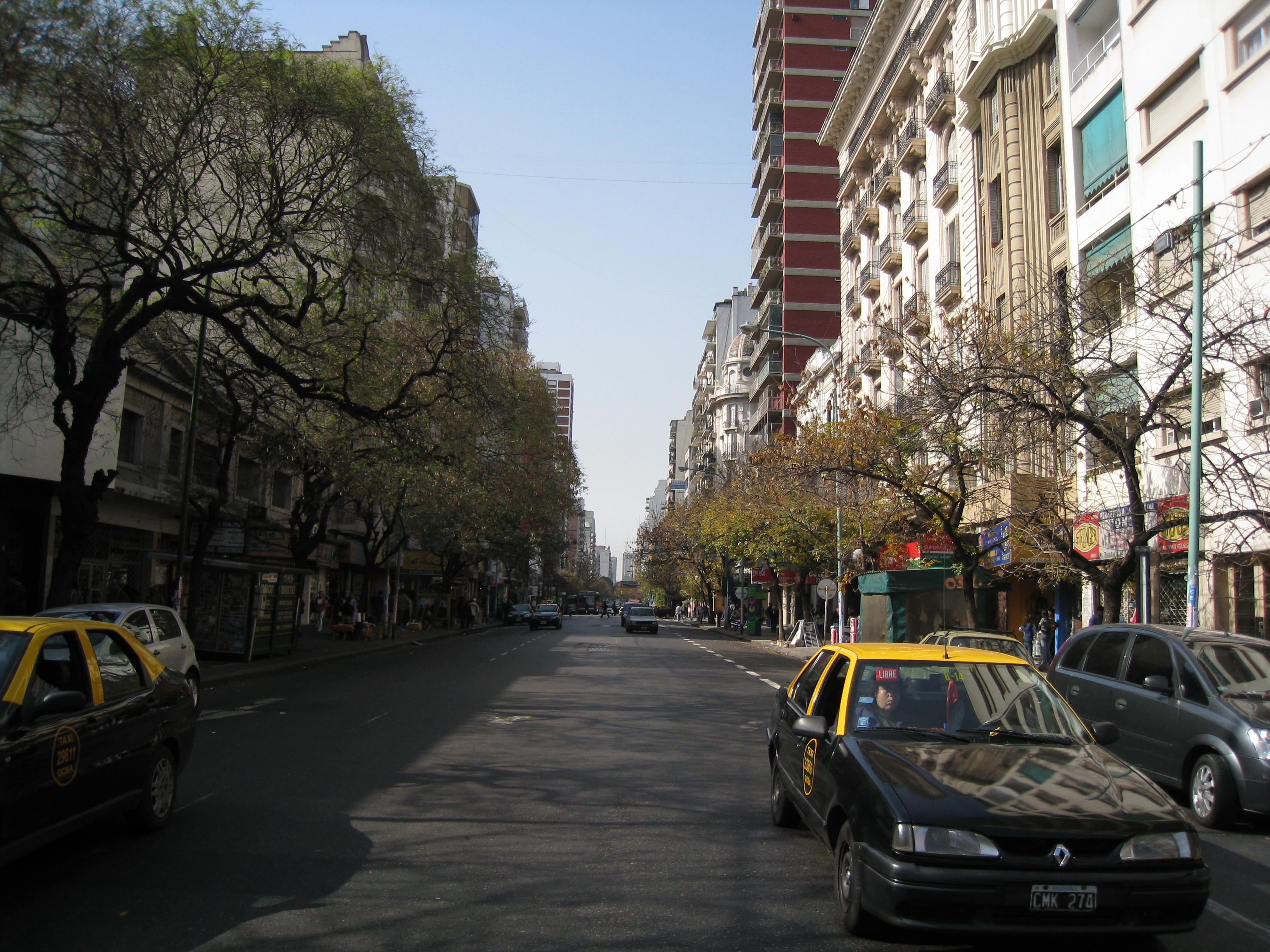
里瓦达维亚大道

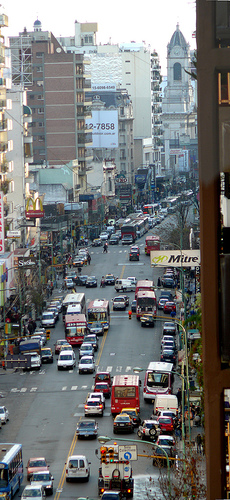
里瓦达维亚大道

里瓦达维亚大道（Avenida Rivadavia）是阿根廷布宜诺斯艾利斯的主要干道之一，全长37公里，从市中心到西郊布宜諾斯艾利斯省的梅洛。

## 历史
1776年西班牙帝国设立拉普拉塔总督辖区，从东部通往布宜诺斯艾利斯的“天国之路”被指定为适合总督的皇家大道（Camino Real），并提供改进和一些安全性。1782年，这条皇家大道通往西面970公里的 门多萨（大致沿着现代的7号国道）。1836年，省长胡安·曼努埃尔·德·罗萨斯将其命名为联邦大道。1857年，为纪念前总统贝纳迪诺·里瓦达维亚而重新命名。

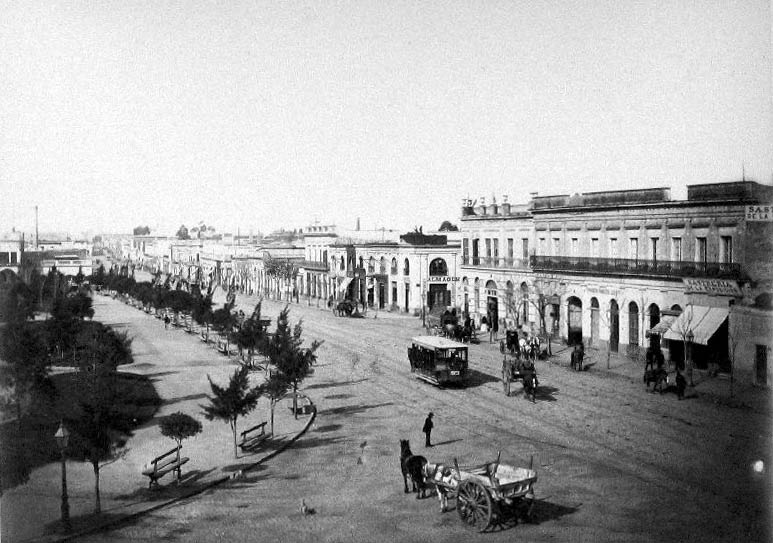
1880年

布宜诺斯艾利斯地铁于1926年延伸到里瓦达维亚大道，A线的16个站中有11个站在这条大道下面。1928年，里瓦达维亚出现在布宜诺斯艾利斯的第一条公交线上，这一发展标志着该市复杂的无轨电车系统终结的开始。1932年国家公路局成立，1935年将联邦区以西的大道指定为7号国道的一部分。这一变化促进了布宜诺斯艾利斯以西郊区的快速发展，到1970年，这条大道成为大都市地区最拥挤的街道之一。20世纪70年代末，该大道以北的7号公路改道开始成形，布宜诺斯艾利斯与卢汉之间的高速公路于1988年完工。自1962年以来，一条历史悠久的有轨电车线路于1980年沿着里瓦达维亚大道的卡巴利托路段开通。

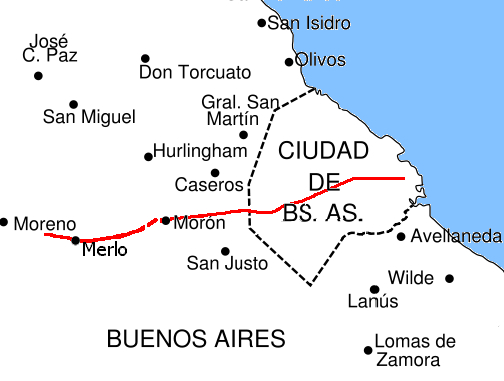
Approximate route

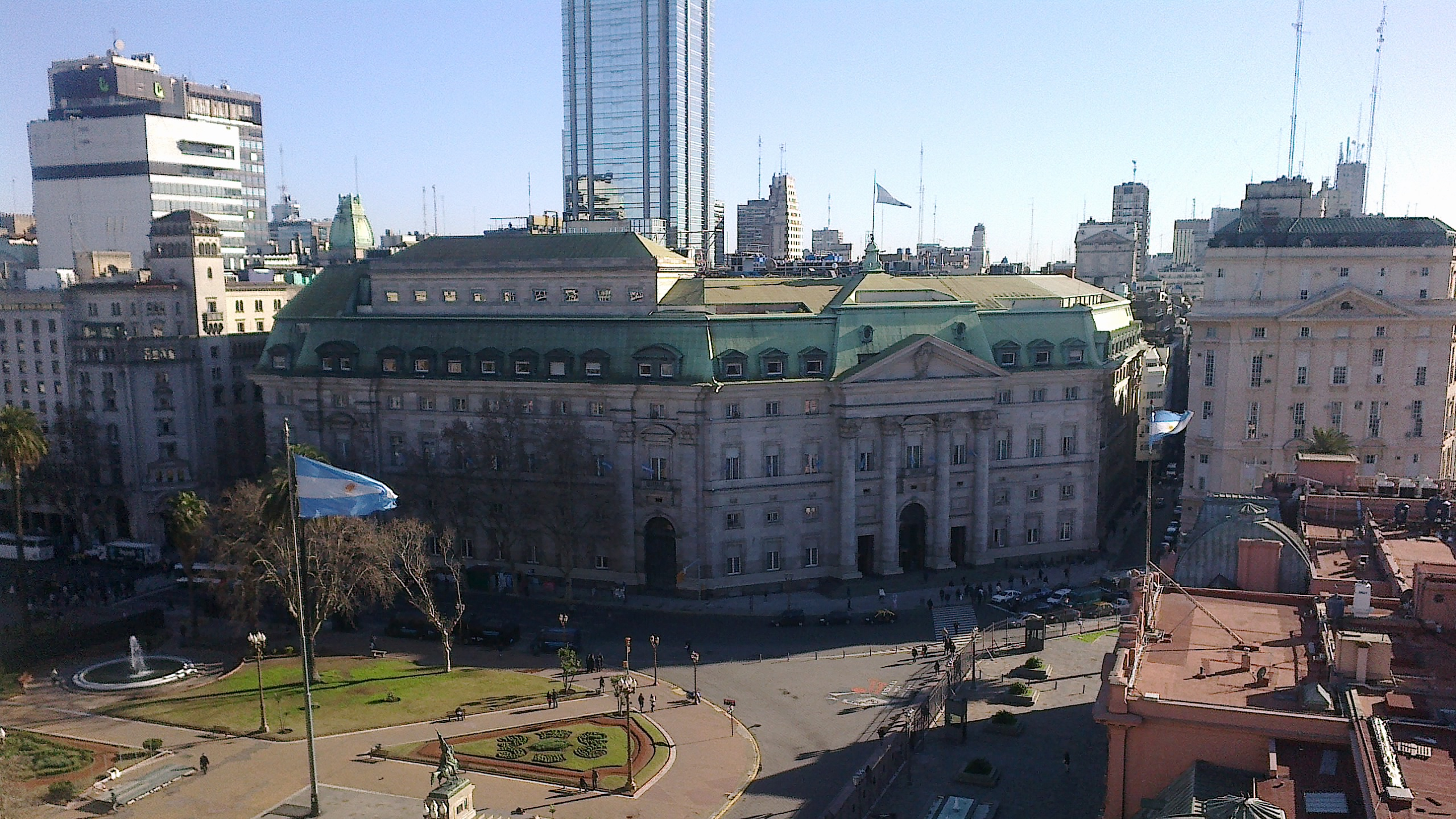
沿着五月广场
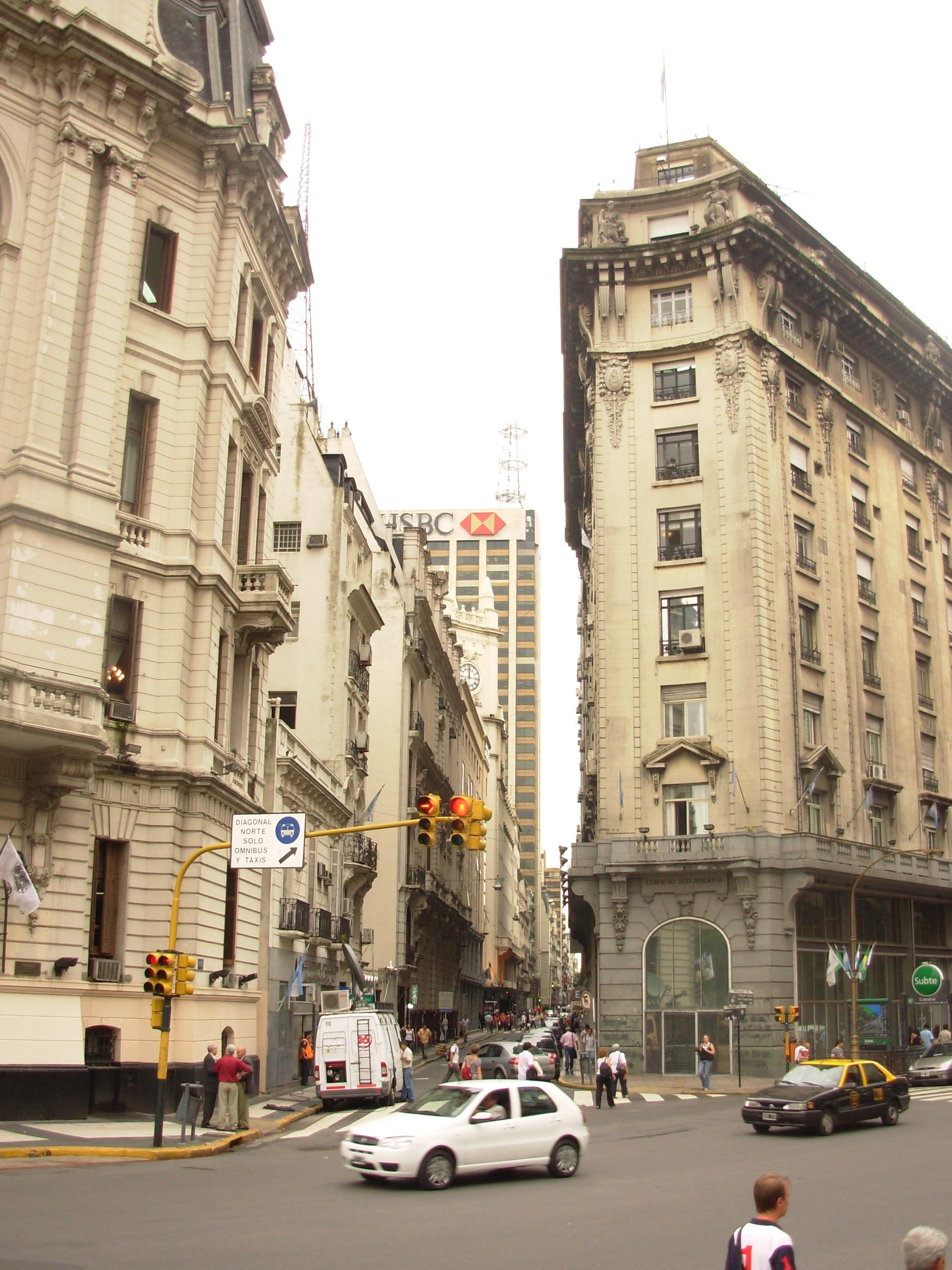
位于北大街对角线
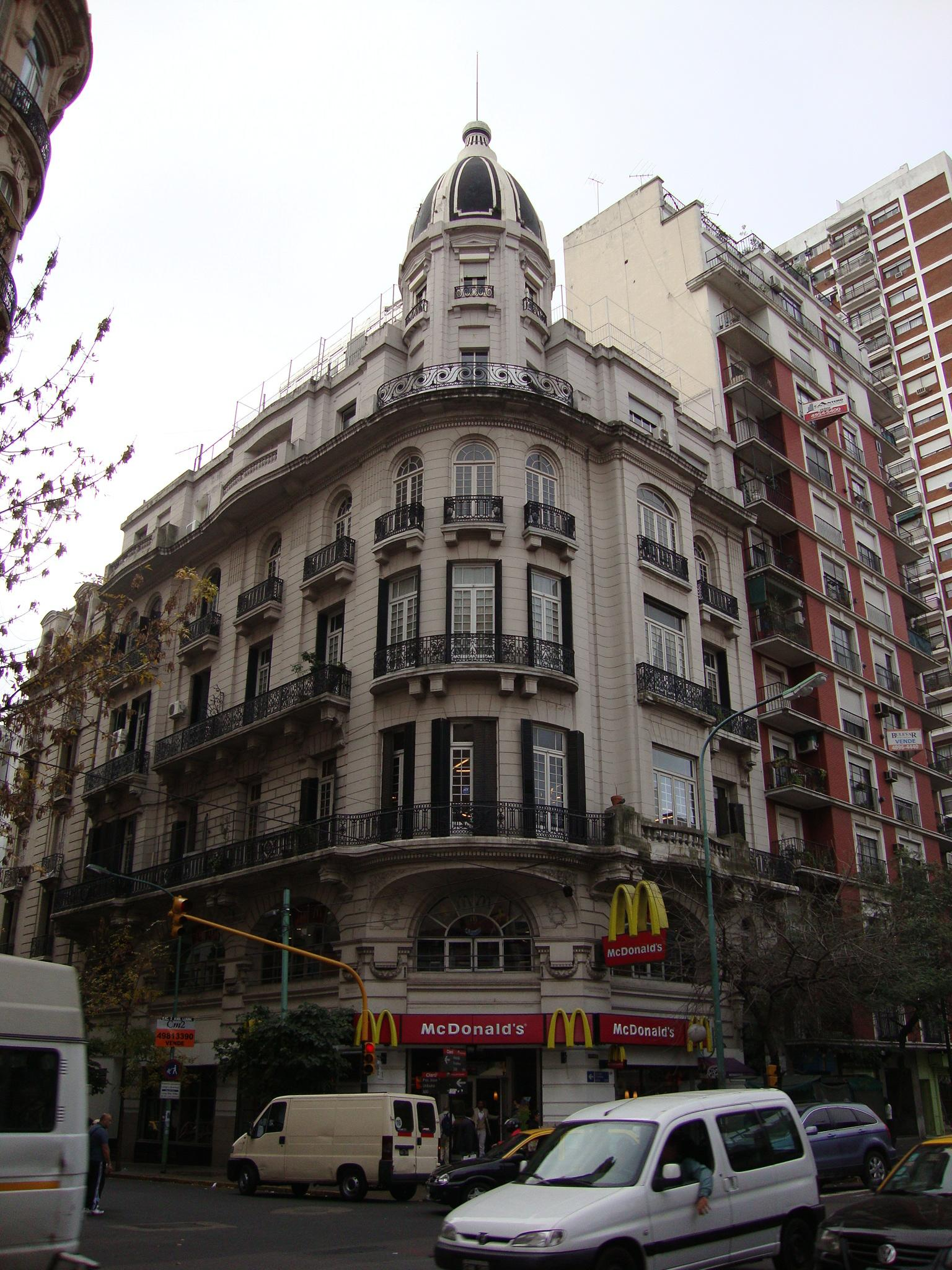
里瓦达维亚和乌里布鲁，巴尔瓦内拉路段
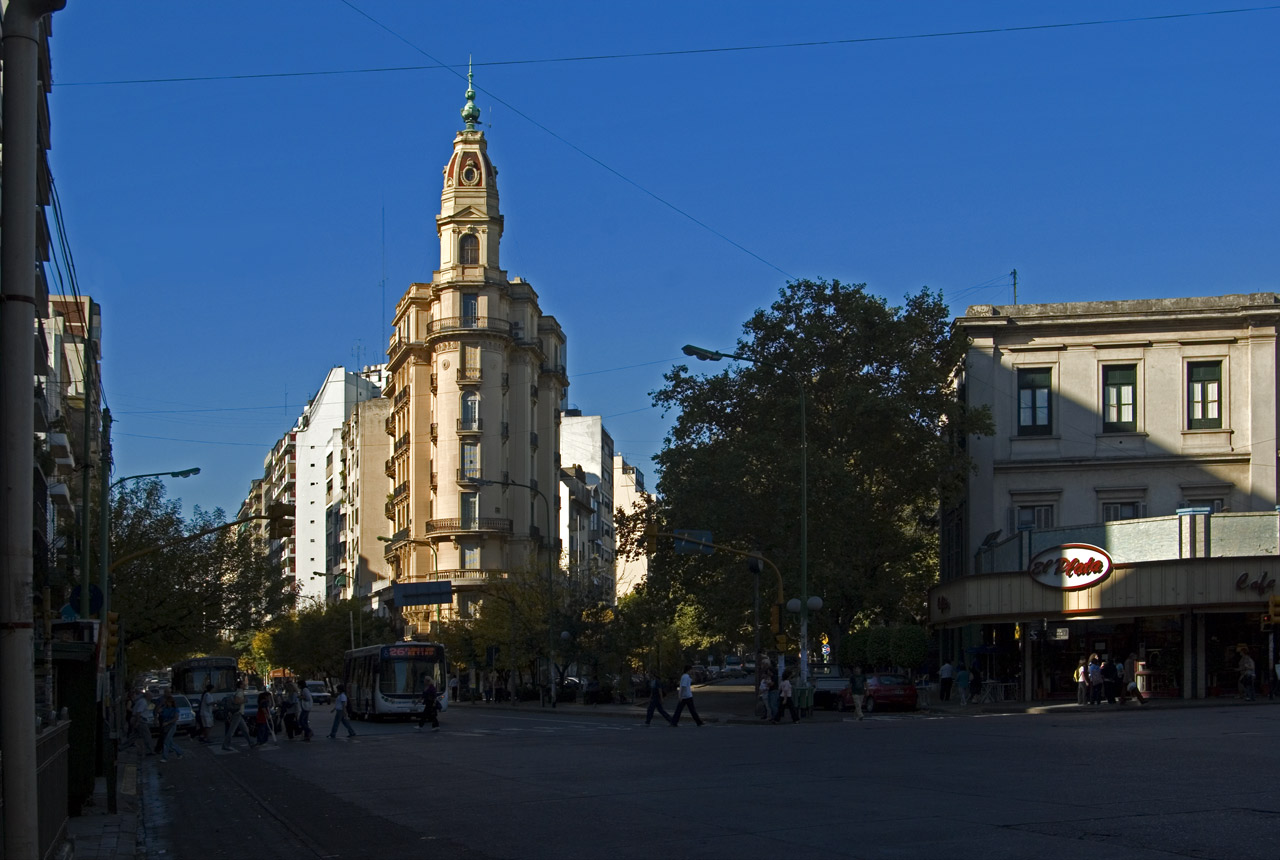
拉吉奥宫，阿尔马格罗区